# Arnond Vongvanij
Arnond Vongvanij (15 december 1988) is een Thaise golfprofessional. 

## Amateur
Arnond werd in Hawaii geboren, waar zijn moeder studeerde om haar Masters te halen. Net voordat hij geboren werd, deed zijn moeder haar bankexamen, hetgeen zij met vlag en wimpel haalde. Als baby kreeg Arnond meteen de bijnaam Bank. Totdat hij twaalf jaar was, woonde Bank in Thailand. Daarna verhuisde de familie naar Florida waar hij naar de Brandenton High School ging en daarna aan de University of Florida studeerde en naar de IMG Leadbetter Golfacademy ging. In 2011 stond hij nummer 5 op de amateursranking van de Verenigde Staten en werd hij opgenomen in het team van de Palmer Cup. In 2011 studeerde hij ook af.
Als amateur werd hij voor de Nationwide Children’s Hospital Invitational uitgenodigd samen met amateurs Peter Uihlein en Harris English, die het toernooi won.
Op Bank's golfclub in Thailand werkte Namfon, de latere echtgenote van Thongchai Jaidee. Daardoor kende Bank deze landgenoot voordat hij een internationale beroemdheid werd. Jaidee is nog steeds zijn rolmodel.

## Professional
Bank werd eind 2011 professional. Zijn eerste overwinning behaalde hij al in 2012 toen hij met een score van -22 de King's Cup won in Khon Kaen, Thailand.

## Gewonnen
- 2012: King's Cup